# 페마가첼현

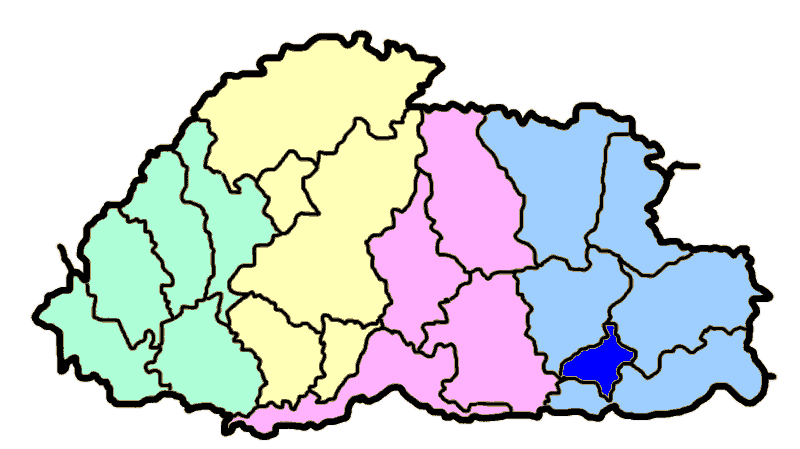
페마가첼 현의 위치

페마가첼현(종카어: པད་མ་དགའ་ཚལ་རྫོང་ཁག་)은 부탄을 구성하는 20개 현(종카그) 가운데 하나로, 부탄 남동부에 위치한다. 현청 소재지는 페마가첼이며 면적은 593km2, 인구는 13,864명(2005년 기준)이다. 11개 게워그(치뭉, 초에코를링, 총싱보랑, 데첸링, 카르, 나농, 노르부강, 슈마르, 유룽, 조벨)를 관할하며 부탄에서 면적이 가장 작은 주이기도 하다.

## 같이 보기
- 종카그